# 神吉正一
神吉正一（日语：かんき しょういち，1897年1月5日—1964年8月17日），日本东京府人。满洲国及蒙疆联合自治政府官员。

## 生平
他毕业于东京帝国大学。 1920 年后，他曾任外务省事务官、外务省亚洲局第一课长、日本驻奉天领事。1932年3月，他任满洲国外交部政务司长。1937年起，他任满洲国外务局次长、满洲国外务局长官、满洲国总务厅次长。1939年，他任满洲国民生部次长。1940年5月，他任满洲国间岛省省长，任至1942年8月。1945年2月26日至日本投降时，他任蒙疆联合自治政府最高顾问。